# Application régulière de la loi
Due process of law
Dans le droit constitutionnel des pays de common law, l'application régulière de la loi (anglais: due process of Law) peut être définie comme étant « le principe selon lequel le gouvernement doit respecter toutes les garanties juridiques auxquelles a droit une personne en vertu de la loi ».

## Origine dans la Magna Carta
Une loi britannique de 1354 a modifié la Magna Carta pour y introduire la règle de l'application régulière de la loi (due process). D'un point de vue historique, la règle constitutionnelle de l'application régulière de la loi issue de la Magna Carta a suscité le développement de normes juridiques constitutionnelles connexes comme les garanties procédurales et l'égalité devant la loi. 

## Application régulière de la loi quant à la procédure
Dans l'histoire du droit, une distinction s'est développée entre l'application régulière de la loi quant à la règle de fond (substantive due process) et l'application régulière de la loi quant à la procédure (procedural due process). Au moment de l'adoption de la Déclaration canadienne des droits en 1960, seul l'aspect procédural de l'application régulière de la loi était reconnu en droit canadien et en droit britannique. Cela signifie qu'à l'intérieur d'une même loi, tous ont le droit d'être traité de la même façon.  

## Application régulière de la loi quant à la règle de fond
Selon l'auteur Luc Tremblay(depuis devenu professeur de droit), cité dans le Renvoi sur la Motor Vehicle Act (C.-B.), le juge en chef de la Cour suprême Bora Laskin aurait contribué à introduire l'application régulière de la loi quant à la règle de fond en droit canadien à partir du droit américain en 1976 dans l'arrêt Morgentaler c. La Reine, c'est-à-dire avant l'adoption de la Charte canadienne. En droit américain, l'application régulière de la loi quant à la règle de fond est un moyen fréquemment utilisé par les tribunaux pour faire déclarer des lois inconstitutionnelles. Il s'agit d'une règle énonçant des limites quant à la possibilité de l'État d'interférer avec certains droits fondamentaux, bien que sa portée exacte reste sujette à débat.